# Temporada 1971-72 de los Chicago Bulls
La temporada 1971-72 fue la sexta de los Chicago Bulls en la NBA. La temporada regular acabaron con 57 victorias y 25 derrotas, ocupando la tercera posición de la Conferencia Oeste, clasificándose para los playoffs, en los que cayeron en semifinales de conferencia ante Los Angeles Lakers.

## Elecciones en elDraft
| Ronda | Puesto | Jugador          | Posición | Nacionalidad   | Universidad          |
| ----- | ------ | ---------------- | -------- | -------------- | -------------------- |
| 1     | 15     | Kenny McIntosh   | Alero    | Estados Unidos | Eastern Michigan     |
| 2     | 20     | Willie Sojourner | Pívot    | Estados Unidos | Weber State          |
| 2     | 32     | Howard Porter    | Alero    | Estados Unidos | Villanova            |
| 3     | 40     | Clifford Ray     | Pívot    | Estados Unidos | Oklahoma             |
| 3     | 47     | Mike Gale        | Base     | Estados Unidos | Elizabeth City State |
| 3     | 49     | Dick Gibbs       | Alero    | Estados Unidos | UTEP                 |
| 7     | 117    | Artis Gilmore    | Pívot    | Estados Unidos | Jacksonville         |

## Temporada regular
| División Medio Oeste | División Medio Oeste | División Medio Oeste | División Medio Oeste | División Medio Oeste | División Medio Oeste | División Medio Oeste | División Medio Oeste | División Medio Oeste |
| Equipo               | G                    | P                    | %                    | PD                   | Casa                 | Fuera                | Neutral              | Div                  |
| -------------------- | -------------------- | -------------------- | -------------------- | -------------------- | -------------------- | -------------------- | -------------------- | -------------------- |
| y-Milwaukee Bucks    | 63                   | 19                   | .768                 | –                    | 31–5                 | 27–12                | 5–2                  | 13–5                 |
| x-Chicago Bulls      | 57                   | 25                   | .695                 | 6                    | 29–12                | 26–12                | 2–1                  | 12–6                 |
| Phoenix Suns         | 49                   | 33                   | .598                 | 14                   | 30–11                | 19–20                | 0–2                  | 7–11                 |
| Detroit Pistons      | 26                   | 56                   | .317                 | 37                   | 16–25                | 9–30                 | 1–1                  | 4–14                 |

## Playoffs

### Semifinales de Conferencia
Los Angeles Lakers vs. Chicago Bulls 
| Fecha       | Partido                                   | Ciudad      |
| ----------- | ----------------------------------------- | ----------- |
| 28 de marzo | Los Angeles Lakers 95, Chicago Bulls 80   | Los Ángeles |
| 30 de marzo | Los Angeles Lakers 131, Chicago Bulls 124 | Los Ángeles |
| 2 de abril  | Chicago Bulls 101, Los Angeles Lakers 108 | Chicago     |
| 4 de abril  | Chicago Bulls 97, Los Angeles Lakers 108  | Chicago     |
|             | Los Angeles Lakers gana las series 4-0    |             |

## Estadísticas
| Rk | Jugador        | Edad | P  | PT | MP   | TC   | TCI  | %TC  | TL  | TLI | %TL  | RB   | AS  | FP  | PTS  |
| -- | -------------- | ---- | -- | -- | ---- | ---- | ---- | ---- | --- | --- | ---- | ---- | --- | --- | ---- |
| 1  | Bob Love       | 29   | 79 |    | 39.3 | 10.4 | 23.5 | .442 | 5.1 | 6.4 | .784 | 6.6  | 1.6 | 3.0 | 25.8 |
| 2  | Jerry Sloan    | 29   | 82 |    | 37.0 | 6.5  | 14.7 | .444 | 3.1 | 4.8 | .660 | 8.4  | 2.6 | 3.8 | 16.2 |
| 3  | Chet Walker    | 31   | 78 |    | 33.2 | 7.9  | 15.7 | .505 | 6.2 | 7.3 | .847 | 6.1  | 2.3 | 2.2 | 22.0 |
| 4  | Norm Van Lier  | 24   | 69 |    | 31.0 | 4.4  | 9.7  | .456 | 3.2 | 4.0 | .791 | 4.3  | 7.1 | 3.0 | 12.1 |
| 5  | Bob Weiss      | 29   | 82 |    | 29.9 | 4.4  | 10.1 | .430 | 2.6 | 3.1 | .835 | 2.1  | 4.6 | 2.6 | 11.3 |
| 6  | Tom Boerwinkle | 26   | 80 |    | 25.3 | 2.7  | 6.3  | .438 | 1.5 | 2.3 | .656 | 11.2 | 3.5 | 3.2 | 7.0  |
| 7  | Clifford Ray   | 23   | 82 |    | 22.8 | 2.7  | 5.4  | .499 | 1.6 | 2.7 | .615 | 10.6 | 3.1 | 3.6 | 7.0  |
| 8  | Jim King       | 30   | 73 |    | 13.9 | 2.2  | 4.9  | .455 | 1.2 | 1.5 | .788 | 1.1  | 1.4 | 1.4 | 5.7  |
| 9  | Jim Fox        | 28   | 10 |    | 13.3 | 2.0  | 5.3  | .377 | 2.0 | 2.8 | .714 | 5.4  | 0.6 | 2.1 | 6.0  |
| 10 | Howard Porter  | 23   | 67 |    | 10.9 | 2.6  | 6.0  | .424 | 0.9 | 1.1 | .766 | 2.7  | 0.4 | 1.3 | 6.0  |
| 11 | Kenny McIntosh | 23   | 43 |    | 9.4  | 1.3  | 3.9  | .339 | 0.5 | 1.0 | .477 | 2.1  | 0.4 | 1.0 | 3.1  |
| 12 | Charlie Paulk  | 25   | 7  |    | 8.6  | 1.1  | 4.0  | .286 | 1.0 | 1.3 | .778 | 2.1  | 0.6 | 1.0 | 3.3  |
| 13 | Jimmy Collins  | 25   | 19 |    | 7.1  | 1.4  | 3.7  | .366 | 0.5 | 0.6 | .909 | 0.6  | 0.5 | 0.6 | 3.3  |
| 14 | Jackie Dinkins | 22   | 18 |    | 4.9  | 0.9  | 2.3  | .415 | 0.6 | 1.1 | .550 | 1.1  | 0.4 | 0.6 | 2.5  |

## Galardones y récords
| Jugador       | Galardón                                                                     |
| Bob Love      | 2.º Mejor quinteto de la NBA 2.º Mejor quinteto defensivo de la NBA All-Star |
| Jerry Sloan   | Mejor quinteto defensivo de la NBA                                           |
| Norm Van Lier | 2.º Mejor quinteto defensivo de la NBA                                       |
| Clifford Ray  | Mejor quinteto de rookies de la NBA                                          |